# Llengües carib
Les llengües carib formen una família de llengües que actualment consta d'unes 30 llengües i uns 50 mil parlants, a Veneçuela, Guaianes, Brasil i algunes parts de Colòmbia. Les estimacions de datació pel proto-carib el situen fa uns 3700 anys. Aquesta família és una de les més grans de Sud-amèrica si atenem a la seva extensió geogràfica (fins al segle xviii també s'estenia pel Carib).
Alguns autors engloben aquestes llengües dins d'una suposada família més gran juntament amb les llengües macro-gê, parlades a Brasil, Paraguai i la Patagònia argentina.
Les llengües carib amb més parlants en l'actualitat són el kali'na (anomenada de vegades simplement carib) amb uns 10 mil parlants. El macuxi té uns 24 mil parlants i el pemon una quantitat similar.

## Distribució i historia
Les llengües carib actuals són unes 30 aproximadament, parlades sobretot al nord del Amazones però arribant fins al Mato Grosso. Anteriorment van estar esteses per les Antilles, on no es parlen des del segle xvii o XVIII.
El nombre de parlants de les llengües carib, que han sofert un enorme declivi, són parlades per unes 40 o 50 mil persones. Actualment es parlen principalment a Veneçuela (pemon, yukpa, eñepa o panare, maquiritare o yecuaná), Brasil, Guyana, Surinam i Colòmbia (carijona), havent desaparegut de les Antilles i experimentant un gran minvament a Brasil i les Guaianes. Si realment és part de les llengües carib, el grup més important d'aquesta família seria el va xocar, parlat a Colòmbia occidental. Altres llengües són el carib kariña de Surinam, Guyana i Veneçuela, el tiriyó o trio a Surinam i Brasil i waiwai, atroari, ingaricó, ikpeng, kuikuro, bacairí, apalai, hishkaryana, taulipang i macuxi a Brasil.
Entre els segles xvi i xviii, el nom carib es va aplicar per part dels cronistes a gairebé qualsevol poble de Sud-amèrica nord-occidental que oposés resistència violenta als conqueridors europeus, així les cròniques qualifiquen de caribes a pobles de dubtosa afiliació caribe com els pijaos, els andakís, alguns pobles chocós i alguns pobles txibtxes.

## Classificació
Les llengües carib estan raonablement ben estudiades, s'ha estudiat tant la divisió interna de la família com el vocabulari comparat i les característiques gramaticals generals de les mateixes. El grau de coneixement és suficientment bé com per haver-se arribat a reconstruir raonablement nombrosos aspectes del proto-carib. Igualment s'han iniciat treballs de comparació sistemàtica amb altres famílies lingüístiques, sense que s'hagi pogut establir amb total seguretat un parentiu amb altres famílies, encara que existeixen propostes prometedores en aquest sentit.

### Llengües de la família
Inclou estimacions del nombre de parlants de cada llengua amb la data d'aquest càlcul.
Carib (32)
Nord (25)
Costaner (5)
Chaima (Veneçuela) †
Cumanagoto (Veneçuela) †
Japrería (Veneçuela) 80 (2000); 95 (2002); 100 (2005)
Carare-Opone (Colòmbia) †
Yukpa (Colòmbia, Veneçuela) 3.000 (1997); 3.000 (2000); 3.000 (2005); 7.630 (2007)
Guyana (12)
Macuxi-Kapon (4)
Kapon (3)
Akawaio o kapon (Guyana) 4.300 (1980); 3.500-4.500 (1997); 4.300 (2000); 5.350 (2002); 10.000 (2005); 5.000 (2007); 5.000 (2012)
Patamona (Guyana) 4.700 (1990); 3.000-4.000 (1997); 4.700 (2000)
Pemon (Veneçuela, Guyana, Brasil) 4.000-7.000 (1991); 5.930 (1997); 6.004 (2000); 6.160 (2001) 6.000 (2005)
Macuxi (1)
Macuxi (Veneçuela, Brasil, Guyana) 11.400-13.000 (1992); 5.700 (1997); 11.400 (2000); 29.100 (2001); 25.000 (2005)
Waimiri (1)
Atruahí (Brasil) 350 (1994); 930 (2001); 350 (2005)
Waiwai (3)
Sikiana (2)
Salumá (Brasil) 240 (2000)
Sikiana (Brasil, Surinam) 33 (2000); 48 (2001)
Waiwai (Brasil) 885-1.060 (1997); 1.850 (1998); 770 (2000); 2.000-3.110 (2005)
Wama (1)
Akurio (Surinam) 10 (2000)
Wayana-Trio (3)
Apalaí (Brasil) 450 (1993); 420 (2005)
Tiriyó (Surinam, Brasil) 1.130 (1971); 2.000 (1999); 1.150 (2000); 2.300 (2003); 2.000 (2004)
Wayana (Surinam) 750 (1980); 950 (1997); 750 (2005)
Galibi (1)
Kariña (Veneçuela, Guyana, Surinam) 10.000 (1992); 6.500-20.000(1997); 6.500-10.000 (2000); 7.430 (2001); 6.500 (2005)
Nord de Brasil (2)
Arára, Pará (Brasil) 200 (2005)
Ikpeng (Brasil) 320 (2002-2005)
Guyana occidental (5)
Mapoyo (Veneçuela) 12 (2001)
Eñepa (Veneçuela) 1.200 (1997); 3.540 (2001); 1.200 (2005)
Pemon (Veneçuela) 1 (2000)
Tamanaku (Veneçuela) †
Yabarana (Veneçuela) 35 (1977); 20 (2000)
Sud (7)
Sud-est de Colòmbia (1)
Carijona (Colòmbia) 140 (1975); 310 (2001); 140 (2005)
Sud de Guaiana (3)
Hixkaryana (Brasil) 550 (1994); 350 (1997); 600 (2000); 600 (2001); 600 (2005)
Kaxuiâna (Brasil) 435 (1970); 70 (2005)
Maquiritare (Veneçuela) 5.240 (1980); 1.200-4.970 (1991); 5.240 (1997); 5.950 (2001) 5.000 (2005)
Conca del Xingú (3)
Bakairí (Brasil) 950 (1999-2005)
Kuikúro-Kalapálo (Brasil) 526 (2000); 870 (2002); 950 (2005)
Matipuhy (Brasil) †

### Parentiu amb altres llengües
Es discuteix si les llengües chocó de Colòmbia formen part de les llengües carib. Igualment s'ha proposat que podria existir una relació lingüística llunyana amb la família macro-tupí i igualment s'han trobat correspondències amb la família macro-gê, però l'evidència està lluny de ser concloent. Recentment Rodriges [2000] va aportar certa evidència en favor d'una hipotètica gê-tupí-carib però el treball encara és preliminar i aquesta hipòtesi requereix més estudi.

## Descripció

### Fonologia
Les vocals curtes i llargues són: /i, i, e, a, o, u/ (i, és una vocal alta, tancada, central-posterior, no arrodonida). En llengua yukpa hi ha vocals orals i nasals, en algunes variants hi ha presència de la vocal [i] com en els parlants yukpa de Sokorpa a Colòmbia. L'inventari consonàntic d'una llengua amazònica pot arribar a tenir els fonemes de la següent taula:
|                       | labial | alveolar | palatal | velar   | glotal |
| --------------------- | ------ | -------- | ------- | ------- | ------ |
| oclusiva sorda        | p      | t        |         | k, (kʷ) | (ʔ)    |
| oclusiva sonora       | (b)    | (d)      |         | (g)     |        |
| oclusiva palatalizada | pʲ     |          |         | kʲ      |        |
| africada              |        |          | (ʧ, ʤ)  |         |        |
| fricativa sorda       | (ɸ)    | s        | (ʃ)     | (x)     | h      |
| fricativa sonora      | (β)    | (z)      | (ʒ)     |         |        |
| nasal                 | m      | n        | ɲ       |         |        |
| sonorant              | w      | ɾ, (l)   | j, (ɹ)  |         |        |

Els fonemes sense parèntesis es troben en totes les llengües carib, els fonemes entre parèntesis només apareixen en algunes de les llengües.
La fórmula sil·làbica és més complexa que en altres famílies de llengües amazòniques: (C)(C)V(V)(C).

### Morfologia

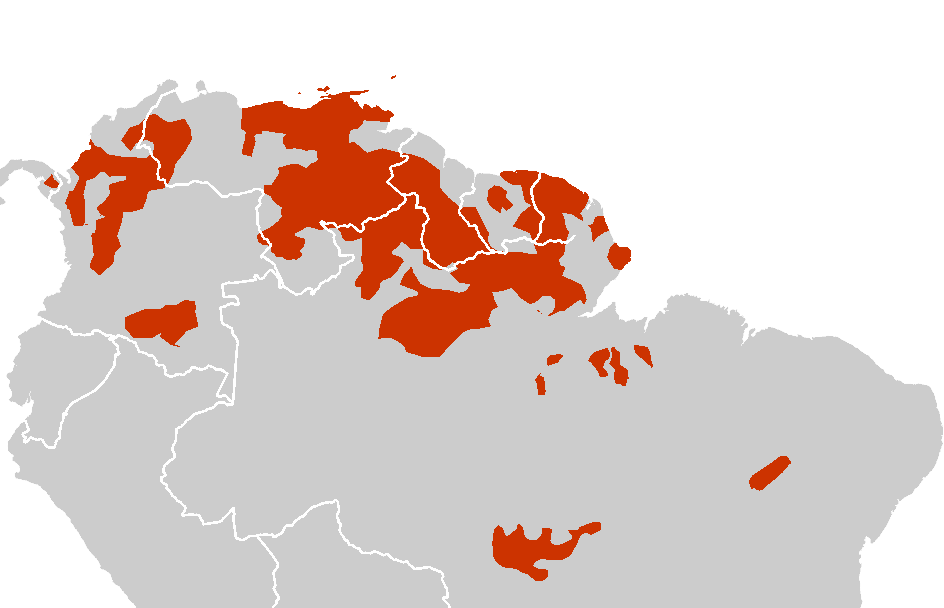
Extensió de les llengües carib.

Moltes de les llengües caribes tenen un interessant sistema de marcatge del subjecte i complement del verb que presenta ergativitat escindida. Les formes de primera i segona persona solen marcar-se mitjançant un sistema típicament nominatiu-acusatiu quan són agents i amb un sistema típicament ergatiu quan són pacients. En algunes llengües els factors que decideixen quan s'usa un marcatge de tipus acusatiu o ergatiu depèn del temps verbal.
Les arrels verbals són modulades per prefixos o sufixos; per exemple, el prefix wos- introdueix la noció d'acció recíproca, com en iːne 'veure', wos.iːne 'veure's mútuament'. El prefix we- i variants indica que l'acció expressada per l'arrel no implica a segones o terceres persones, com exkeːi 'coure' (per a uns altres), woxheːi 'coure (per a un mateix). El sufix -poti expressa acció iterativa, com iːnepoti 'anar veient' mentre que el sufix -kepi indica el cessament de l'acció, com iːnekepi 'no veure més'.
Exemples de posposicions són paːto 'al costat de', ta 'en', uwaːpo 'caminis', com yuːwaːpo 'davant meu', ayuːwaːpo 'davant teu'.

### Comparació lèxica
La següent taula compara els numerals de l'1 al 10 en diverses llengües carib:
| GLOSSA | Carib septentrional | Carib septentrional | Carib septentrional | Carib septentrional | Carib septentrional | Carib septentrional | Carib meridional | Carib meridional | Carib meridional | PROTO- CARIB |
| GLOSSA | Yukpa               | Macuxi              | Waiwai              | Galibi              | Mapoyo              | Panare              | Carijona         | Maquiritare      | Hishkaryána      | PROTO- CARIB |
| ------ | ------------------- | ------------------- | ------------------- | ------------------- | ------------------- | ------------------- | ---------------- | ---------------- | ---------------- | ------------ |
| 1      | kumarko             | tiwɪŋ               | tɛwɲi               | òwin                | tëhkenarï           | tʸitʸisá            | tenyí            | toːni            | towenyxa         | *tewni-      |
| 2      | kosa                | ɛsaːɡɨnɛ            | sakɸaki             | oko                 | sakenarï            | asáʔ                | sakanárə         | aːkə             | asako            | *saːkwɨna    |
| 3      | koʔxer              | ɛseʷrɨwɨnɛ          | sɔɾwaːwu            | oruwa               | tomiñakënë          | asonwa              | seráurë          | aduwaːwə         | osorwawo         | *sorɨwa-     |
| 4      | etpkosa             | ɛsaːɡɨrɨrɨ          | taˀɗɔjɛːrɛ          | okupàen             | sakorobənə          | asanan              | kënətəkərənə     | aːkəichea        |                  | *sakɨrɨ      |
| 5      | atpera              | miaʔ taʲkiŋ         | jɨm hɨthɔ           | ainatone            | tëhkenameku         | eña-kato-me         | ényatówené       | hyaːtodea        |                  | *ayna-       |
| 6      | apispa              | miaʔ pona tɨːmotaʲ  |                     | 1+tòima             |                     | 1+5+ektʸo           |                  | 1+amohato        |                  | *1+X         |
| 7      | koxa                | 2 + 6               |                     | 2+tòima             |                     | 2+5+ektʸo           |                  | 2+amohato        |                  | *2+X         |
| 8      | joamterpo           | 3 + 6               |                     | 3+tòima             |                     | 3+5+ektʸo           |                  | 3+amohato        |                  | *3+X         |
| 9      | jakɔnxuro           | 4 + 6               |                     | 4+tòima             |                     | 4+5+ektʸo           |                  | 4+amohato        |                  | *4+X         |
| 10     | omase               | miaʔ tamɨʔnawɨrɨ    |                     | ainapatoro          | sakenameku          | pana(e)ña yöpun     | ənyahéchidátu    | amohadə          |                  | *            |

La numeració de l'1 al 10 és la següent: ōwibß (carijona: te'nyi, yukpa: ikúma), ōko (carijona: saka'narI, yukpa:kósa), ōruwa, o:kopaime, aiyato:ne, o:winduwo:piima, o:kotueo:oIima, o:ruwatuwo: piima, o:winapo: sikiri, aiyapato:ro.